# Nupserha perusta
Nupserha perusta là một loài bọ cánh cứng trong họ Cerambycidae.